# План РАМ
План РАМ, такође познат као Операција РАМ, План Брана или Бедем-91, био је војни план развијен током 1990. године и финализован у Београду  у Србији, током састанка о војној стратегији у августу 1991. од стране групе високих српских официра. Југословенске народне армије (ЈНА) и стручњака из Одељења за психолошке операције ЈНА. Његова сврха је била организовање Срба ван Србије, учвршћивање контроле над Српском демократским странком (СДС) и припрема оружја и муниције у настојању да се успостави држава у којој би "сви Срби са својим територијама живели заједно у истој држави".

## Планирање и цурење информација
План РАМ („оквир“) је развијен током 1990. године. Финализован је у Београду, Србија током састанка о војној стратегији у августу 1991. од стране групе српских официра Југословенске народне армије (ЈНА), међу којима су били генерал Благоје Аџић, генерал-мајор Милан Гверо, мајор Чедо Кнежевић, потпуковник Раденко Радиновић и генерал Александар Васиљевић,  и стручњаци Одељења за психолошке операције ЈНА. Истог месеца председник Србије Слободан Милошевић и Радован Караџић састали су се да разговарају о томе када да нападну Босну и Херцеговину током чега је Караџићу речено да ће му ускоро стићи оружје од генерала Николе Узелца, команданта ЈНА Бања Луке.  Током разговора Милошевић је поменуо РАМ, питајући Караџића „Знаш ли шта је РАМ?“, на шта је Караџић позитивно одговорио. Милошевић и Караџић су били у редовном контакту телефоном.
Септембра 1991. постојање РАМ плана процурео је од стране југословенског премијера Антеа Марковића, а његови детаљи су објављени у београдском недељнику Време. Он каже да је „линија јасно успостављена између српске владе, војске и српских политичара у Босни и Херцеговини. Знам јер сам чуо да је Милошевић наредио Караџићу да ступи у контакт са генералом Узелцем и да нареди, по одлуци састанка војне хијерархије, да се подели оружје и да се наоружа и употреби ТО Крајине и Босне у реализацији плана РАМ.“ Оптужио је ЈНА да се „ставила директно у службу једне стране“ и тражио да југословенски министар одбране Вељко Кадијевић и Аџић поднесу оставке, тврдећи да су њих двојица „водли сопствени рат у Хрватској“ и да су договорили тајни договор о оружју са конзервативним војним вођама Совјетског Савеза током њихове посете Москви у марту 1991. године. Марковић је притиснуо Кадијевића да прокоментарише план РАМ-а. Транскрипт снимка који је процурио каже:
Милошевић: Иди код Узелца, он ће ти све рећи. Ако имате било каквих проблема, позовите ме.
Караџић: Имам проблема доле у Купресу. Неки тамошњи Срби су прилично непослушни.
Милошевић: Можемо да се носимо са тим. Само зови Узелца. Не брини, имаћеш све. Ми смо најјачи.
Караџић: Да, да.
Милошевић: Не брините. Док постоји војска, нико нас не може дирати... Не брините за Херцеговину, Момир [Булатовић, председник Црне Горе] је поручио својим људима: 'Ко није спреман да гине у Босни, нек иступи пет корака напред.' Нико то није урадио.
Караџић: То је добро... Али шта се дешава са бомбардовањем у –

Милошевић: Данас није добар дан за ваздухопловство. Европска заједница заседа.
Време је известило да су, поред проглашења аутономија Срба у БиХ, учињени напори да се српска села и градови у Босни и Херцеговини наоружају још 1990. године и настављени су до 1991. године. У њему је детаљно описано порекло оружја и умешаност ЈНА у то питање.  Током суђења Милошевићу пред Међународним кривичним судом за бившу Југославију, на снимку пуштеном 8. јула 1991. се каже:
Милошевић: Од стратешког значаја је будућност РАМ-а, знате шта је РАМ?
Караџић: Да, све знам, све знам.
Милошевић: Бањалучка група је способна и мобилна.
Караџић: Добро.

Милошевић: Дакле, имате под један, да се побринете да је способна и мобилна и да нема проблема. И друго, да се за један сат јавите Узелцу са освртом на споразум.
Милошевић је касније тврдио да је РАМ кодно име које указује на прелазак на сигурне комуникације и да не представља ратни план, иако се такав прелазак накнадно није десио, а Милошевић није објаснио зашто. Хрватски историчар Давор Маријан је накнадно описао тврдње о плану РАМ-а као засноване на посредним доказима, рекавши да ажурирано: 2012. године нису дати конкретни докази о плану.
Цурење информација из септембра 1991. узнемирило је владу СР БиХ, која је одлучила да прогласи независност 15. октобра. У то време, рат у Хрватској био је у пуном јеку, а српске акције у Босни и Херцеговини одражавале су акције Срба у Хрватској. У децембру 1991. Анте Марковић је поднео оставку у знак протеста против прекомерног коришћења југословенског буџета на војну потрошњу.

## Сврха плана
„Суштина плана је била стварање Велике Србије. Тај РАМ је требало да прати линију Вировитица-Карловац-Карлобаг, што смо касније видели потврђено у стварности одлуком о повлачењу ЈНА, Југословенске народне армије из Словеније и делом из Хрватске на те положаје“.

Јарко Деко
Сврха плана била је организовање Срба ван Србије, учвршћивање контроле над Српским демократским странкама (СДС) и припрема оружја и муниције у настојању да се успостави држава у којој би „сви Срби са својим територијама живели заједно у истој држави". У свом плану, официри су описали како ће се артиљерија, муниција и друга војна опрема складиштити на стратешким локацијама у Хрватској, а затим и у Босни и Херцеговини. Тајна полиција би се користила у наоружавању и обуци локалних Срба за стварање полицијских снага и паравојних јединица у "сенци" унутар Републике Српске Крајине и Босне и Херцеговине. Ове организоване и наоружане паравојне снаге Срба требало је да формирају Војску Републике Српске (ВРС).
У спровођењу плана постигнут је консензус да командни ланац буде што ограниченији и да личи на „чету“. Створена је неформална група са одабраним генералима која је постала позната као Војна линија.  На њено чело постављен је Јовица Станишић, а као „министар етничког чишћења“ учествовао је Михаљ Кертес. Одређено је да ће га руководити пуковник Жељко Ражнатовић (Аркан), а да ће генерал Ратко Младић и генерал Андрија Биорчевић координирати „аутономне“ групе попут Белих орлова Војислава Шешеља и Арканове Српске добровољачке гарде (СДГ).  Њихово истраживање је показало да се Бошњацима „морал, жеља за борбом и воља могу лакше сломити нападом на жене, посебно малолетних и деце."  Према записнику, варијанта РАМ плана написана је закључила да: 
Наша анализа понашања муслиманских заједница показује да се морал, воља и ратоборна природа њихових група могу нарушити само ако своју акцију усмеримо на тачку где је верска и друштвена структура најкрхкија. Мислимо на жене, посебно малолетне, и на децу. Одлучна интервенција на овим друштвеним личностима унела би забуну [...], изазивајући пре свега страх, а потом панику, што би довело до вероватног повлачења са територија укључених у ратне активности. У овом случају, нашим добро организованим, оштрим акцијама морамо додати широку пропагандну кампању како би се паника повећала. Утврдили смо да координација између одлучних интервенција и добро планиране информативне кампање може изазвати спонтано бекство многих заједница.
Владимир Сребров, политичар који је заједно са Караџићем основао СДС, прочитао је РАМ план 1992. и каже да су официри покренули велику кампању етничког чишћења „како би економски уништили Босну и потпуно истребили муслимански народ“. Он је елаборирао да:
План је 1980-их израдио Генералштаб Југословенске народне армије (ЈНА). Он је предвиђао поделу Босне на две интересне сфере, што би довело до стварања Велике Србије и Велике Хрватске. Муслимане је требало подвргнути коначном решењу: више од 50% њих побити, мањи део превести у православље, док је још мањи део - они са новцем, наравно - требало да оду у Турску, путем такозваног „турског коридора“. Циљ је био потпуно очистити Босну и Херцеговину од муслиманске нације, и поделити државу дуж реке Врбас. Само име Босне требало је да нестане.
У својим покушајима да преклиње српске националисте да не спроводе план, српске милиције су га затвориле и мучиле.

## Имплементација
„Босански Срби јесу учествовали. Али најбоље борбене јединице су долазиле из Србије. То су били командоси специјалне полиције који се зову Црвене беретке. Они су из Тајне службе Србије. Моје снаге су учествовале, као и друге. Све смо испланирали пажљиво, и све је ишло тачно по плану“.

Војислав Шешељ
Током 1990. и 1991. године, Срби у Хрватској]] и Босни и Херцеговини су прогласили српске аутономне покрајине, по неким тврдњама, са намером да их касније уједине и створе Велику Србију. Године 1990. Територијална одбрана Босне је разоружана, артиљерија је била позиционирана да опколи веће градове, а известан број фабрика оружја пребачен је из Босне и Херцеговине у Србију. Већ у септембру или октобру 1990. ЈНА је почела да наоружава  Србе у БиХ и организује их у одреде. До марта 1991. ЈНА је поделила око 51.900 комада ватреног оружја српским паравојним јединицама и 23.298 комада ватреног оружја СДС-у. Као резултат операције, Срби у Хрватској и БиХ су били „добро наоружани“ до лета 1991. године. Према историчару Ноелу Малколму, „кораци које су предузели Караџић и његова странка - „аутономни региони“, наоружавање српског становништва, мањи локални инциденти, непрекидна пропаганда, захтев за „заштитом“ савезне војске – тачно је одговарало ономе што је урађено у Хрватској. Мало посматрача могло би сумњати да је један план био у функцији.“ Комисија експерата Уједињених нација је испитала следеће:
Прво, паравојне снаге босанских Срба, често уз помоћ ЈНА, преузимају контролу над тим подручјем. У многим случајевима, српском становништву се каже да напусте то подручје пре него што насиље почне. Куће несрпских становника су на мети уништавања, а културни и верски споменици, посебно цркве и џамије, уништени су. Друго, ова област потпада под контролу паравојних снага које тероришу несрпско становништво насумичним убиствима, силовањима и пљачкама. Треће, заузетим подручјем управљају локалне српске власти, често у сарадњи са паравојним групама. Током ове фазе, несрпски становници су заточени, премлаћени, а понекад и пребачени у заробљеничке логоре где је дошло до даљег злостављања, укључујући масовна убиства. Несрпски становници често бивају отпуштени са посла, а имовина им је конфискована. Многи су били приморани да потпишу документе којима се одричу права на своје домове пре него што буду депортовани у друге делове земље.
У извештајима које је Аркан слао Милошевићу, Младићу и Аџићу наводи се да план напредује, уз напомену да је психолошки напад на бошњачко становништво у Босни и Херцеговини био ефикасан и да треба да се настави. Докази које су прибавиле хуманитарне организације, укључујући Уједињене нације и Хјуман рајтс воч, потврђују да је политика силовања била организована и спроведена. Њихови налази су утврдили да је „истраживање, планирање и координација логора за силовање била систематска политика српске владе и војних снага са експлицитном намером стварања етнички чисте државе”. UNCoE је закључио да су „праксе етничког чишћења, сексуалног напада и силовања неке од страна спроводиле тако систематски да се снажно чини да су производ политике“. У накнадном извештају је навео да је „убеђен да ова гнусна пракса представља намерно ратно оружје у испуњавању политике етничког чишћења“.
У потрази за „одлучном интервенцијом” плана, Милан Дедић, командант трећег батаљона ВРС, известио је Кертеса да је: „У центрима за расељена је 680 муслиманских жена на нашој територији. Велики број њих су трудне, посебно старости од петнаест до тридесет година. По оцени Боћка Келевића и Смиљана Герића, психолошки ефекат је јак и зато се мора наставити“. Кертес је рекао српској војсци да:
Југословенско Министарство унутрашњих послова, тј. Влада Србије неће отварати истрагу о силовањима јер су она део активности психолошког и стратешког притиска војске. У складу са министарствима здравља и безбедности, а на захтев др Виде Мандић и пуковника Логинова, утврђено је да ће одређени број девојака, колико ће бити договорено, бити пребачено у Славонију и Барању за потребе српских снага и такође за УНПРОФОР официре.